# Tauranga River
Der Tauranga River ist ein Fluss auf der Nordinsel von Neuseeland, der beinahe gänzlich in der Region Bay of Plenty liegt.

## Geographie
Der Tauranga River entspringt in der Bergregion der Huiarau Range, rund 1,5 km nordöstlich zweier über 1360 m hohen Erhebungen im Gebiet des Te Urewera. Das Quellgebiet zählt zur Region Hawke’s Bay. Von dort aus bewegt sich der Fluss in zahlreichen Windungen östlich entlang der Kairaka Range weiter nach Norden bis nach Tawhanea, wo das Gebirge endet, und fließt weiter nach Norden bis zum Ende des Waldgebiets des Te Urewera. Die letzten rund 27 km bewegt sich der Fluss bis auf eine 6 km lange Engstelle durch flaches Land und mündet nach insgesamt rund 84 km bei der kleinen Siedlung Taneatua in der Region Bay of Plenty als rechter Nebenfluss in den Whakatāne River.